# 蟾溪木拱桥群
蟾溪木拱桥群，位于中国福建省寿宁县鳌阳镇，由架设于蟾溪上的飞云桥、升平桥、仙宫桥、登云桥组成。
- 飞云桥，明天顺七年（1463年），县丞李贞、耆民吴永忠募建，清嘉庆二十三年（1818年）、光绪二年（1876年）重建，长29.2米，宽5.3米，拱跨18.8 米。
- 升平桥，明天顺元年（1457年）始建，明隆庆五年（1571年）、清乾隆四十三年（1778年）重建，长25.4米，宽5.6米，拱跨23.4米。
- 仙宫桥，清乾隆三十二年（1767年）重建，长27米，宽5.1米，拱跨24.5米。
- 登云桥，乾隆三十六至三十八年（1771年－1773年）重建，长33.8米，宽4.2米，拱跨30.8米。[2]

2005年5月11日公布为第六批福建省文物保护单位，名为“蟾溪贯木桥群”。2006年5月25日与其他8座廊桥公布为第六批全国重点文物保护单位。